# بانگوئی، ایلوکوس شمالی
بانگوئی، ایلوکوس شمالی (به لاتین: Bangui, Ilocos Norte) یک منطقهٔ مسکونی در فیلیپین است که در ایلوکوس شمالی واقع شده‌است.

## نگارخانه

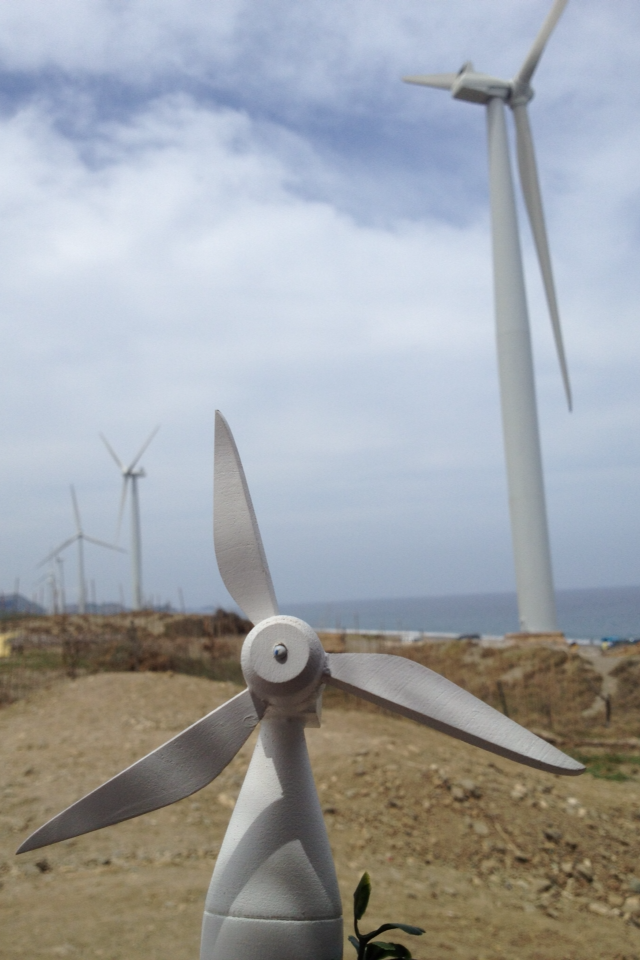
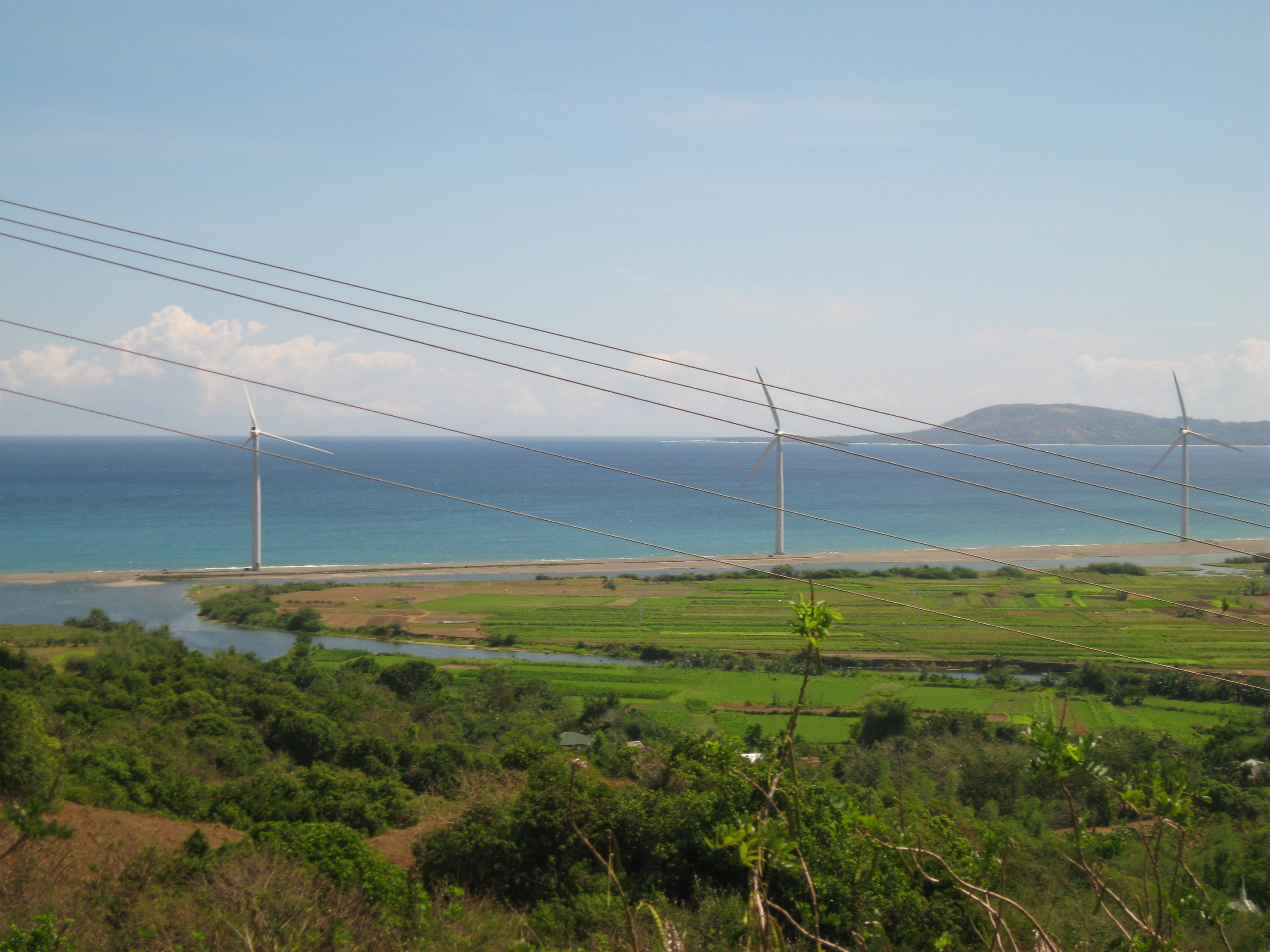